# Sociedade Operária Beneficente Esportiva Iguaçu
A Sociedade Operária Beneficente Esportiva Iguaçu, mais conhecida como SOBE Iguaçu ou Iguaçu é uma agremiação da cidade de Curitiba no estado do Paraná. O clube foi fundado no dia 6 de junho de 1919. Suas cores são preto e branco.
É uma agremiação situada em Santa Felicidade, bairro da cidade de Curitiba que é conhecido como a colônia italiana e também como o pólo gastronômico da capital paranaense.
O clube foi fundado no dia 6 de junho de 1919 por 40 imigrantes italianos, liderados por Egídio Ricardo Pietrobelli, que hoje empresta seu nome ao estádio do clube. É um dos clubes mais tradicionais do futebol amador de Curitiba.

## História
Em 1919, o futebol ainda era um fenômeno recente no Paraná e em sua capital, Curitiba. Os primeiros clubes da cidade começaram a ser fundados a partir do final da primeira década do século XXI. Enquanto em outros pagos o esporte já dominava as massas e era a vedete das elites, aqui as coisas caminhavam a passos lentos. Quando vinicultores da região do Butiatuvinha se reuniram para criar o Ouro Verde Sport Club naquele ano, havia acabado há pouco apenas a 5ª edição do Campeonato Paranaense, vencida então pelo Britânia, primeiro bicampeão estadual da história.
A ideia inicial daqueles imigrantes italianos era jogar alguns amistosos e congregar a comunidade local. E assim nasceu o alvinegro em 6 de junho de 1919. O primeiro amistoso do clube foi contra o extinto Aliança Futebol Clube, do Campo Comprido, e o galo já demonstrou em sua estreia um pouco da força que teria em sua história, goleando por 6 a 2. A partida aconteceu onde hoje se encontra o estádio Egydio Ricardo Pietrobelli. O terreno era de propriedade do homem que dá nome ao campo de jogo iguaçuano. Presidente do clube por mais de 15 anos, foi o responsável por adquirir e doar a área ao clube, inclusive colocando sua própria residência como garantia.
Logo, o clube passou a ser chamado de Iguassu FC, e durante anos participou apenas de amistosos. Até que em 1938, o clube é batizado com o nome que perdura até hoje e é iniciada a construção da sede social, dando o primeiro passo para transformar o Iguaçu na potência esportiva, mas também em importante centro de convívio social, fazendo parte da história cultural de Curitiba, com grandiosos bailes e festas.
Voltando ao futebol, ainda no final da década de 30, o clube se filia à LCEA, Liga Curitibana de Esportes Atléticos, que depois se transformou na Liga Suburbana de Curitiba. De 1942 a 1952, o clube não participou de competições oficiais, voltando aos torneios na 3º divisão de Amadores. Em 1958 alcança a elite do futebol suburbano e já em 1959 dá início ao caminho de títulos da Suburbana que transformou a equipe alvinegra em uma das mais vitoriosas do futebol amador local. O vice-campeão foi o Trieste, fundado em 1937, e que não demorou a assumir o papel de grande rival iguaçuano.
Em 1962, o Iguaçu voltou a levantar o troféu citadino, e novamente sobre o Trieste, que amargou quatro vices consecutivos entre 59 e 62. Quatro anos depois, novamente em ano de Copa do Mundo, o Iguaçu conquistou seu terceiro título de Suburbana e ainda engatou seu primeiro bicampeonato. Em 66 deixando para trás novamente o rival Trieste, e em 67 tendo o Bacacheri como vice.
O alvinegro voltou a comemorar em 1973, e com um doblete, faturando o título da Suburbana e também o da Taça Paraná. O sexto título local vem em 1977, precedendo uma década conturbada na história iguaçuana. Quem vê o Iguaçu hoje forte e poderoso, talvez não se lembre ou não conheça alguns percalços. Em 1982, o clube passou por uma tragédia. Durante uma festa junina, um vendaval derrubou o teto, causando pânico nas mais de 500 pessoas presentes. Felizmente, apesar do susto e dos ferimentos, causados principalmente pela tentativa desesperada de evacuar o local, ninguém perdeu a vida. Em 86, por problemas financeiros, o clube pediu o licenciamento das competições da FPF e retornou apenas em 88. O mesmo aconteceu no início dos anos 2000, quando após uma década de 90 marcada por fracassos em campo e fora dele, o clube teve de novamente jogar a segunda divisão local, entre os anos de 2002 e 2004.
Mas apesar de tudo, a tradição sempre fez do Iguaçu um time a ser temido. Depois de quinze anos de jejum e cinco vices no período, a equipe voltou a se sagrar campeã em 1992. A partir daí, um novo jejum aconteceu. Foram exatos vinte anos para conseguir soltar o grito de campeão preso na garganta. Comandado por Alei Silva Jr, o Juninho, um especialista em quebrar jejuns, o Iguaçu derrotou o Bairro Alto e conquistou o oitavo título suburbano. A partir dessa conquista, e com uma gestão moderna, o Iguaçu se agigantou e voltou a ser um protagonista do futebol de Curitiba.
O Iguaçu conquistou mais dois títulos da Suburbana em 2016 e 2017 sob comando de Juninho, e voltou a vencer a Taça Paraná depois de mais de 40 anos de espera.

## Títulos
| Regionais  | Regionais                                   | Regionais | Regionais                                                   |
|            | Competição                                  | Títulos   | Temporadas                                                  |
| ---------- | ------------------------------------------- | --------- | ----------------------------------------------------------- |
|            | Campeonato Sul-Brasileiro de Futebol Amador | 1         | 2019                                                        |
| Estaduais  |                                             |           |                                                             |
|            | Competição                                  | Títulos   | Temporadas                                                  |
|            | Taça Paraná                                 | 3         | 1973, 2018 e 2019                                           |
| Municipais |                                             |           |                                                             |
|            | Competição                                  | Títulos   | Temporadas                                                  |
|            | Campeonato Curitibano                       | 10        | 1959, 1962, 1966, 1967, 1973, 1977, 1992, 2012, 2016 e 2017 |
|            | Campeonato Curitibano - 2ª Divisão          | 1         | 2004                                                        |